# Sixaola (rivier)
De Sixaola (Spaans: Río Sixaola) is een rivier die stroomt door het natuurgebied La Amistad in de provincie Limón in Costa Rica en door Bocas del Toro in Panama. Hij stroomt van het Cordillera de Talamanca-gebergte naar de Caraïbische Zee en heeft een lengte van ongeveer 35 kilometer. Ook splitst de rivier in het midden in tweeën op, later komen deze weer bij elkaar. Ook vormt de rivier een tijdsgrens; het tijdsverschil tussen Panama en Costa Rica is een uur.
Er is een brug over de Sixaola tussen het stadje Sixaola, Costa Rica en Guabito, Panama. Omdat deze brug de grens oversteekt, is er een douanepost.